# Loi du tout ou rien

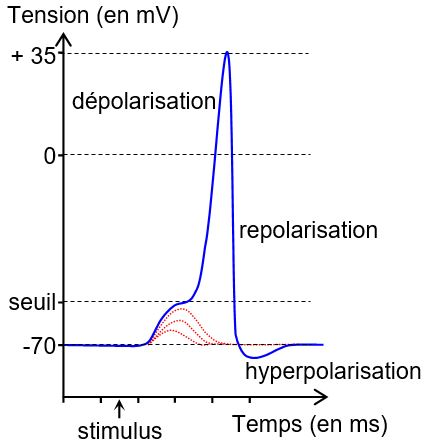
Potentiel d'action et seuil

La loi du tout ou rien désigne en biologie le fait qu'une réponse apparaisse ou pas à la suite d'une stimulation, si la réponse apparaît le phénomène enregistré a toujours les mêmes caractéristiques.

## Principe
Pour une cellule nerveuse ou une cellule musculaire striée, la réponse n'apparaît que si une intensité suffisante de stimulation est atteinte, c'est le seuil. Si le stimulus est insuffisant, le seuil n'est pas atteint et il n'y a pas de réponse de la cellule. Si le stimulus est suffisant, le seuil est atteint et la réponse est produite. Cette réponse se propage sous la forme d'un potentiel d'action. Il n'y a pas de réponse intermédiaire.
Sur un neurone, la réponse obtenue est un potentiel d'action. La réponse peut s'envisager soit à l'échelle des courants électriques soit au niveau des structures membranaires. Avant la stimulation, la cellule possède un potentiel de repos qui est essentiellement dû à une entrée d'ions K+ et une sortie d'ions Na+ créées et entretenues par les pompes à ions. Une stimulation rend temporairement la membrane perméable aux charges qui entrent dans la cellule (Na+). Si le stimulus n'atteint pas le seuil, des échanges se font, la membrane se dépolarise faiblement, mais le potentiel d'action n'apparaît pas. Il y a formation d'un potentiel d'action postsynaptique (PPSE). Si le stimulus atteint le seuil, les canaux s'ouvrent massivement et totalement, les échanges sont importants, la dépolarisation de la membrane (potentiel d'action) se fait et se propage le long de la membrane plasmique de la cellule.